# C18H22N2O2S
化学式C18H22N2O2S的化合物（摩尔质量：330.45 g/mol）可以指：
- 奥索马嗪，CAS号：3689-50-7
- 稗草畏，CAS号：88678-67-5

|  | 这个同类索引页列出了具有相同分子式的化学物（即同分異構體）条目。 除非您是有意链接至本页，否则应将相应条目的内部链接指向正确的条目。 |